# Mutterliebe (1929)
Mutterliebe ist ein Stummfilmmelodram aus dem Jahre 1929. Unter der Spielleitung von Georg Jacoby spielt Henny Porten die Hauptrolle. In der Schlüsselrolle des Pflegekindes ist die damals siebenjährige Inge Landgut zu sehen.

## Handlung
Nach ihrer Scheidung von ihrem Ehemann Hans, der sich aufgrund ihrer Unfruchtbarkeit mit einer anderen Frau eingelassen hat, verlässt Maria Immermann die gemeinsame Wohnung und übersiedelt nach Berlin. Dort nimmt sie einen Posten als Kindermädchen im Haus des Industriellen Erich Vogt an. Sie soll sich im vornehmen Haus um das Wohl der kleinen Mädi kümmern. Das Mädchen und Maria finden rasch einen Draht zueinander und es entwickelt sich ein großes Vertrauensverhältnis. Ihre Mutter Anita Vogt, die befürchtet, dass Mädi ihr entgleiten könnte, entwickelt große Eifersucht gegenüber Maria und versucht, diese mit allen Mitteln aus dem Haus zu ekeln. Frau Vogt hat schließlich Erfolg, und Maria muss sich schweren Herzens von dem kleinen Mädchen trennen.
Maria leidet sehr unter dieser Trennung, und als sie eines Tages Mädi auf dem Spielplatz sieht, nimmt sie diese kurzerhand mit sich. Dass sie sich in jenem Moment einer Entführung schuldig gemacht hat, ist sich Maria in ihrer Naivität überhaupt nicht bewusst, geschah dies doch in einem Akt tief empfundener Mutterliebe einer Nicht-Mutter. Umso verblüffter ist Frau Immermann, als sie kurz darauf verhaftet und wegen Kindesraubes vor Gericht gestellt wird. Doch das Gericht erkennt die guten Gründe hinter ihrem Fehlverhalten und schlägt die Anklage gegen Maria nieder. Herr Vogt, der sich inzwischen von seiner kaltherzigen Gattin getrennt hat, bittet daraufhin Maria, wieder in sein Haus zu ihm und Mädi zurückzukehren. Es bleibt offen, ob sich nun eine neue Familie gefunden hat …

## Produktionsnotizen
Mutterliebe entstand im Juni/Juli 1929 im Atelier von Staaken, die Außenaufnahmen entstanden in Pommern. Der Film passierte am 13. August 1929 die Zensur und wurde am 20. August 1929 in Berlins Atrium-Kino uraufgeführt. Der mit Jugendverbot belegte Streifen besaß sechs Akte, verteilt auf 2591 Metern Länge.
Porten-Gatte Wilhelm von Kaufmann übernahm die Produktionsleitung, Gustav A. Knauer und Willy Schiller gestalteten die Filmbauten. Henny Porten lieferte die Idee zu diesem Film.
Der Film erhielt das Prädikat „künstlerisch wertvoll“.

## Kritiken
Paul E. Marcus schrieb in der Neuen Berliner Zeitung – Das 12 Uhr Blatt: „Mutterliebe, wie leicht hätte das rührselig werden können. Daß es das nicht wurde ist der Porten allein zuzuschreiben. (…) Niemals versinkt bei der Porten das Gefühl in Weinerlichkeit; immer bleibt jeder Ausdruck scharf und unverschwommen. (…) Die Porten hat mit dieser Gestalt einen Menschen geschaffen; Höheres läßt sich nicht sagen. Der Regisseur Jacoby hat nicht immer hohle Theatralik zu vermeiden gewußt; es ist schade.“
Das kommunistische Kampfblatt Die Rote Fahne kam, aus der Sicht des wirklichen, sozialistischen Proletariats, zu einem anderen vollkommen Schluss: „Dieser Film wird in den Kintopps der Proletarierviertel laufen. Mütter mit vier, fünf, sechs und mehr Kindern werden diesen Film sehen. Diese Mütter und Kinder wohnen in Keller„wohnungen“, sind unterernährt oder syphilitisch. Wer das nicht glaubt, soll sich an das Gesundheits- und Jugendamt wenden. Und da kommt Henny Porten auf die Idee, einen Film drehen zu lassen, der das vereinsamte einzige Kind des Industriellen in den Mittelpunkt stellt. In den Kintopps werden die Arbeiterfrauen sehen, wie die Kinder der Bourgeoisie leben und fühlen, daß die Kinder des Proletariats in den Sarg hineinwachsen.“